# God Lives Underwater
God Lives Underwater fue una banda estadounidense de metal industrial proveniente de Perkiomenville, Pensilvania, formada en 1993 por David Reilly y Jeff Turzo. La banda obtuvo un contrato con American Recordings luego de ser descubiertos por Rick Rubin, quien produciría los dos primeros álbumes de la banda. El grupo publicó tres álbumes de estudio: Empty de 1995, Life in the So-Called Space Age de 1998 y Up Off The Floor de 2004, antes de su separación en el año 2005.

## Músicos
- David Reilly - Voz, teclados, programación
- Jeff Turzo - Bajo
- Andrew McGee - Guitarra
- Scott Garrett - Batería
- Adam Kary - Batería

## Discografía
- 1995 – Empty
- 1998 – Life in the So-Called Space Age
- 2004 – Up Off The Floor